# Киберболезнь
Киберболезнь или киберукачивание (англ. cybersickness) — особое функциональное расстройство, вызываемое просмотром стереокино.

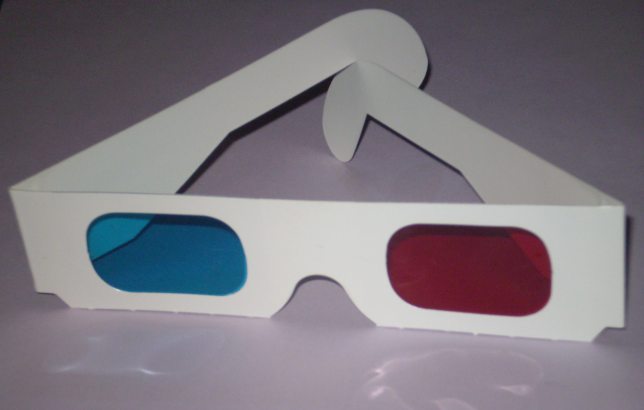
Очки со специальными светофильтрами

## История появления
С момента появления развлекательных технологий, использующих возможность стереоэффекта, появились и последствия для человека. Первые упоминания появились в 1993 году, когда Sega разработала первый прототип стереоскопических очков для видеоигр. Очки давали возможность полностью погрузиться в мир виртуальной реальности — это стало возможным благодаря маленьким дисплеям, которые проецировали трехмерную картинку на сетчатку глаз. В последующих годах медицинские организации отмечали, что у 10-20 % людей, смотрящих продукцию в 3D, просмотр вызывает тошноту и головокружение.

## Болезнь

### Основные симптомы
- напряжение глаз
- нарушение ориентации в пространстве
- тошнота и рвота

### Причина болезни
Причиной болезни является сенсорный конфликт между частями зрительного аппарата (вергенцией и аккомодацией). Когда трехмерный объект как бы покидает плоскость экрана, при взгляде на него глазные яблоки поворачиваются внутрь. Однако хрусталики продолжают фокусировать свет, исходящий от экрана, чтобы изображение сохраняло свою четкость. Несмотря на то, что положение зрачков изменилось, кривизна хрусталика остается прежней. Такое состояние не нормально и может вызвать приступ тошноты.

### В современности
Многие люди при просмотре трехмерных фильмов также испытывают чрезмерное напряжение глаз, головокружение, тошноту и позывы к рвоте. Джуди Барретт из Организации военных научно-технических исследований Австралии назвала это состояние «киберукачиванием» (cybersickness).